# Liliane Kandel
Liliane Kandel és una sociòloga francesa, antiga membre del Moviment d'Alliberament de les Dones i assagista, nascuda el 13 de novembre de 1933 a Bucarest.

## Biografia
Va néixer a Romania en una família jueva i laica. Després de la guerra, al 1946, s'instal·la a París. Entra al laboratori de psicologia social de la Sorbonne (CNRS) per dirigir una secció d'investigació i d'intervenció sobre l'ensenyament superior i l'educació. Als anys 70 va participar en el Moviment d'Alliberament de les Dones.
És membre del comitè de redacció de Les Temps Modernes des del 1973 al 1983 i membre del jurat del Premi Simone de Beauvoir. Al 1980, es va incorporar al Centre de Docència, Documentació i Investigació d'Estudis Feministes (CEDREF) de la Universitat de París Denis Diderot VII, creada per Claude Zaidman. El 1994, esdevé corresponsable del grup d'investigació.

## Publicacions
- Feminismes i nazisme (Odile Jacob, 2004)